# Aaron Jeffrey
Aaron C. Jeffery (Howick, Auckland; 25 de agosto de 1969) es un actor australiano, más conocido por haber interpretado a Alex Ryan en la serie Mcleod's Daughters, a Terry Watson en Water Rats y a Matthew "Fletch" Fletcher en la serie Wentworth.

## Biografía
Aaron nació en Auckland y se mudó a Australia cuando tenía 17 años, junto a su hermano y hermana. Estudió interpretación en el Instituto Nacional de Arte Dramático (NIDA) donde se graduó en 1993 y comenzó su carrera en televisión, su primera aparición fue en el programa infantil Ship to Shore.
Aaron vivía en Gawler, Australia del Sur con su esposa Melinda Medich con quien se casó en el 2003 y tuvo una hija Ella-Blu Jeffery, en agosto del 2003. A finales del 2005 se divorció de su esposa, luego de que esta lo acusara de agresión y amenazarla con matarla, Jeffery se declaró culpable en el Tribunal de Australia del Sur y escapó de una sentencia de 10 años en prisión, Aaron fue puesto en libertad luego de cumplir 12 meses por buen comportamiento y sin registro.
Aaron comenzó a salir con la actriz Michelle Langstone sin embargo la relación terminó en el 2006 luego de que Jeffery se mudara a Sídney, para estar más cerca de su hija Ella. 
En el 2007 comenzó a salir con la actriz Peta Wilson, de la serie La Femme Nikita.
En el 2009 comenzó una relación con su compañera de la serie The Strip, la actriz Vanessa Gray.
Desde el 2010 sale con la actriz Zoe Naylor. La pareja le dio la bienvenida a su primera hija juntos, Sophia Jade Jeffery en el 2012. En el 2016 la pareja le dio la bienvenida a su segundo bebé juntos, Beau Charles Jeffery.

## Carrera
Aaron se graduó del National Institute of Dramatic Art (NIDA), y de 1996 a 1998 apareció en Water Rats donde dio vida al oficial mayor Terry Watson.
En 2001 se unió al elenco de la popular serie australiana Mcleod's Daughters donde interpretó a hasta el 2008 luego de que su personaje muriera de heridas internas luego de que un árbol le cayera encima. Por su actuación Aaron fue nominado a dos premios Logie de plata uno en el 2004 y el otro en el 2007.
En 2007 participó en la tercera temporada de la serie dramática de Nueva Zelanda, Outrageous Fortune. 
En 2008 aparece en la primera temporada de la serie The Strip donde da vida a Jack Cross.
Su más reciente aparición en 2009 fue en la película X-Men Origins: Wolverine, donde interpreta a Thomas Logan el padre de Wolverine.
En 2010 la cadena Nine Network anunció que continuarían con la franquicia de la exitosa serie Underbelly esta vez produciendo tres películas para la televisión las cuales serían conocidas como "The Underbelly Files", también se anunció que Aaron participaría en la tercera película Underbelly Files: The Man Who Got Away, la cual se estrenó en febrero de 2011 donde Aaron interpretó a Geoff Leyland.
En 2011 apareció como personaje recurrente en la serie policiaca East West 101 donde interpretó a Ryan Hunter.
En abril de 2012 se unió al elenco principal de la nueva serie Underbelly: Badness, donde interpretó a Frank O'Rourke, el paranoico y errático informante de la policía quien lleva al detective Jubelin y a su equipo a las actividades ilícitas del criminal Anthony Perish (Jonathan LaPaglia). La serie es parte de la exitosa  Underbelly.
El 18 de septiembre del mismo año Aaron se unió como personaje recurrente a la exitosa serie australiana Neighbours donde interpretó al periodista Bradley Fox, el nuevo subdirector de la editorial, hasta el 2 de noviembre de 2012 luego de que su personaje decidiera mudarse a Perth después de conseguir un nuevo trabajo ahí.
En 2013 se unió al elenco principal de la nueva serie dramática Wentworth donde interpreó al oficial de la prisión Matthew "Fletch" Fletcher. hasta el 2015. La serie es el reboot de la exitosa serie británica Prisoner.
A principios de junio de 2017 se anunció que se uniría al elenco principal de la nueva miniserie Underbelly Files: Chopper donde interpretó al famoso criminal y autor Mark "Chopper" Read, del 11 de febrero de 2018 hasta el final de la miniserie el 12 de febrero del mismo año. La miniserie es la séptima entrega de la serie Underbelly estrenada en 2009.

## Filmografía

### Series de televisión
| Año         | Título                         | Personaje                       | Notas                               |
| ----------- | ------------------------------ | ------------------------------- | ----------------------------------- |
| 2020        | Between Two Worlds             | David Starke                    | 10 episodios                        |
| 2018        | Underbelly Files: Chopper      | Mark "Chopper" Read             | 2 episodios - miniserie             |
| 2017        | Blue Murder: Killer Cop        | Chris Bronowski                 | Ep. #1 - miniserie                  |
| 2016        | Janet King                     | Simon Hamilton                  | 3 episodios                         |
| 2015        | Step Dave                      | Warren Robinson                 | 3 episodios                         |
| 2015        | Texas Rising: The Lost Soldier | Ranger                          | 3 episodios - miniserie             |
| 2013 - 2015 | Wentworth                      | Matthew "Fletch" Fletcher       | 34 episodios                        |
| 2014        | Old School                     | Rick                            | episodio "Yesterday's Heroes"       |
| 2012        | Neighbours                     | Bradley Fox                     | 21 episodios                        |
| 2012        | Underbelly: Badness            | Frank O'Rourke                  | 5 episodios                         |
| 2012        | Miss Fisher's Murder Mysteries | Samson                          | episodio "Blood and Circuses"       |
| 2011        | Wild Boys                      | Capitán Moonlite/Preacher Scott | episodio # 1.5                      |
| 2011        | East West 101                  | Ryan Hunter                     | 3 episodios                         |
| 2008        | The Strip                      | Jack Cross                      | 13 episodios                        |
| 2001 - 2008 | Mcleod's Daughters             | Alex Ryan                       | 193 episodios                       |
| 2007        | Outrageous Fortune             | Gary Savage                     | 15 episodios                        |
| 2000        | Murder Call                    | Rory Simmons                    | episodio "Last Act"                 |
| 1996 - 1998 | Water Rats                     | Oficial Mayor Terry Watson      | 42 episodios                        |
| 1998        | Wildside                       | Walter Chowdrey                 | episodio # 1.34                     |
| 1995        | Fire                           | Bombero Richard "Banjo" Gates   | 12 episodios                        |
| 1994        | The Damnation of Harvey McHugh | Brandon                         | episodio "A Tree Grows in Botswana" |
| 1993        | Ship to Shore                  | Nick                            | 9 episodios                         |

### Películas
| Año  | Título                                 | Personaje                      | Notas                                                                                 |
| ---- | -------------------------------------- | ------------------------------ | ------------------------------------------------------------------------------------- |
| 2014 | Locks for Love                         | Terry Knox                     | junto a Damian de Montemas, Zoe Naylor, Les Hill, Ron Haddrick y Inge Hornstra        |
| 2012 | Cancerman: The Milan Brych Affair      | Dr. John Scott                 | junto a Dwayne Cameron, Brett Coutts y Kim Michalis                                   |
| 2011 | Underbelly Files: The Man Who Got Away | Geoff Leyland                  | junto a Toby Schmitz, Claire van der Boom y Freya Stafford                            |
| 2009 | X-Men Origins: Wolverine               | Thomas Logan                   | -                                                                                     |
| 2009 | Beautiful                              | Alan                           | junto a Peta Wilson, Sebastian Gregory y Tahyna Tozzi                                 |
| 1998 | Strange Planet                         | Joel                           | junto a Claudia Karvan, Naomi Watts, Hugo Weaving, Felix Williamson y Marshall Napier |
| 1998 | The Interview                          | Detective Sargento Wayne Prior | -                                                                                     |
| 1997 | Square One                             | Jeremy Hostick                 | -                                                                                     |
| 1995 | Blue Murder                            | Bobby Williams                 | junto a Richard Roxburgh, Steve Bastoni, Peter Phelps, Marcus Graham y Gary Sweet     |

### Teatro
| Año  | Obra                                       | Personaje         | Director (a)      | Teatro             | Notas                                                      |
| ---- | ------------------------------------------ | ----------------- | ----------------- | ------------------ | ---------------------------------------------------------- |
| -    | Shadowboxing                               | Boxeador          | -                 | -                  | -                                                          |
| -    | Love Letters                               | Andrew Makepeace  | -                 | -                  | -                                                          |
| 2004 | A Clockwork Orange                         | Alex              | Jason Clarke      | Sídney Theatre     | -                                                          |
| 2004 | Fred                                       | Rod               | Mary Anne Gifford | Sídney Theatre     | -                                                          |
| 2003 | Love for Love                              | Jeremy            | David Berthold    | Sídney Theatre     | -                                                          |
| 2002 | No Names, No Pack Drill                    | -                 | Andrew Tighe      | Marian St. Theatre | -                                                          |
| 2002 | Elegies                                    | Patient Zero      | Tony Knight       | NIDA               | -                                                          |
| 2001 | Bouncers                                   | -                 | John O'Hare       | Threshold Product. | -                                                          |
| 2000 | A Midsummer Night's Dream                  | Theseus/Oberon    | Glen Elston       | Elston Hocking     | -                                                          |
| 1999 | The Crucible                               | Marshall Heddrick | -                 | Sídney Theatre     | -                                                          |
| 1996 | Elergies for Punks, Angels & Raging Queens | -                 | Tony Knight       | -                  | junto a Jack Finsterer, Toni Scanlon y Felix Williamson    |
| 1996 | No Name, No Pack Drill                     | -                 | Andrew Tighe      | Marian St. Theatre | junto a Deborah Kennedy, Marta Dusseldorp y Veronica Neave |

## Premios y nominaciones
| Año  | Categoría                                            | Premio             | Serie                     | Resultado |
| ---- | ---------------------------------------------------- | ------------------ | ------------------------- | --------- |
| 2018 | Most Popular Actor                                   | Logie Award        | Underbelly Files: Chopper | Nominado  |
| 2014 | Most Outstanding Performance by an Actor - Male      | ASTRA Award        | Wentworth                 | Nominado  |
| 2013 | Most Outstanding Actor                               | Silver Logie Award | Underbelly: Badness       | Nominado  |
| 2013 | Best Guest or Supporting Actor in a Television Drama | AACTA Award        | Underbelly: Badness       | Ganador   |
| 2007 | Most Popular Actor                                   | Silver Logie Award | Mcleod's Daughters        | Ganador   |
| 2005 | Most Popular Actor                                   | Silver Logie Award | Mcleod's Daughters        | Nominado  |
| 2004 | Most Popular Actor                                   | Silver Logie Award | Mcleod's Daughters        | Ganador   |